# Kaktus-ABC
Kaktus-ABC (abreviado Kaktus-ABC) fue una revista ilustrada con descripciones botánicas que fue editada conjuntamente por Curt Backeberg y Frederik Marcus Knuth. Fue publicada en Copenhague en el año 1936 con el nombre de Kaktus-ABC, en Haandbog for Fagfolk og Amatorer.